# Pobuna na brodu Bounty (1935.)
Pobuna na brodu Bounty (eng. Mutiny on the Bounty) je američki film iz 1935. godine temeljen na istoimenoj knjizi autora Charlesa Nordhoffa i Jamesa Normana Halla. Film je režirao Frank Lloyd, a glavne uloge u njemu su ostvarili Charles Laughton i Clark Gable.
Film Pobuna na brodu Bounty bio je jedan od najvećih box-office hitova svog vremena. Premda je njegova povijesna točnost upitna (što je neizbježno jer je film temeljen na knjizi koja je temeljena na stvarnim događajima, a nije temeljen samo na stvarnim događajima), filmski kritičari uglavnom se slažu da je ovo najbolja filmska ekranizacija jedne od najslavnijih mornarskih pobuna. 

## Radnja
Brod HMS Bounty napušta Englesku 1787. godine na dvogodišnje putovanje do Tihog oceana. Kapetan broda, William Bligh (Charles Laughton) brutalni je tiranin koji gotovo na dnevnoj bazi na najokrutnije načine kažnjava časnike i mornare zbog najmanjih prekršaja (manjak discipline ili opiranje autoritetu). Fletcher Christian (Clark Gable) je brodski poručnik, težak, ali osjećajan čovjek koji ne odobrava Blighov tretman mornara. Roger Byam (Franchot Tone) je idealist koji se nalazi na razmeđi lojalnosti kapetanu Blighu zbog svoje obiteljske tradicije i prijateljstva s Christianom.
Tijekom putovanja nepodnošljivost između Christiana i Bligha raste sve više pogotovo nakon što Christian otvoreno kritizira Blighov način upravljanja brodom. Kada brod dođe na svoje odredište, otok Tahiti, gdje posada mora pronaći i donijeti na brod biljku hljebovac kako bi je odnijela kući (što je uostalom bio i glavni zadatak putovanja) Bligh kažnjava Christiana na način da mu ne dopušta odlazak s broda tijekom njihova boravka na obali. U međuvremenu Byam se nastanjuje na obali i živi s poglavicom Hitihiti (William Bambridge) te njegovom kćerkom Tehanni (Movita Castaneda) te se bavi prevođenjem engleskog rječnika na jezik Tahitija. Hitihiti nagovara Bligha da dopusti Christianu jedan dan provoda na otoku. Bligh pristaje, ali se vrlo brzo predomišlja iz čistog prkosa. Ipak, Christian se oglušuje na njegovu naredbu i provede jedan dan van broda na otoku u romansi s Tahiti djevojkom Miamiti (Mamo Clark). Christian joj obećava da će se jednoga dana vratiti.
Nakon što odu s Tahitija, posada započne razgovarati o pobuni nakon što oštra Blighova disciplina uzrokuje smrt voljenog kirurga Bacchusa (Dudley Digges) te nakon što kapetan smanji potrošnju vode za posadu i započne ju koristiti za biljke hljebovac. Christian, iako se u početku protivio toj ideji, odluči da ne može više tolerirati Blighovu brutalnost, pogotovo nakon što svjedoči okovanim mornarima u podpalublju broda. Posada provaljuje u ormar s oružjem i preuzme brod. Bligh i oni koji su mu ostali odani ukrcavaju se na mali brodić i odlaze na pučinu samo s hranom, mapom i kompasom. Zahvaljujući Blighovoj kapetanskoj sposobnosti, ipak uspijevaju pronaći put do kopna i spasiti se.
U međuvremenu, Christian naređuje da se Bounty vrati na Tahiti. Byam, koji se nalazio u svojoj kabini za vrijeme pobune, ne odobrava ono što se dogodilo i odluči da on i Christian više ne mogu biti prijatelji. Nekoliko mjeseci kasnije, Byam se ženi za Tehanni, Christian se ženi s Miamiti i imaju dijete, a ostatak posade uživa u svojoj slobodi na otoku. Nakon duge odvojenosti, Byam i Christian se napokon pomire. Međutim, kada se na horizontu pojavi britanski brod Pandora, Byam i Christian odluče da se moraju razdvojiti. Byam i nekoliko članova posade ostanu na otoku kako bi ih Pandora vratila natrag u Englesku, dok se Christian s ostatkom posade, svojom suprugom i nekoliko muškaraca i žena s Tahitija ukrcava na Bounty u potrazi za novim otokom na kojem se mogu sakriti.
Byam se ukrcava na brod Pandora i na svoje iznenađenje vidi da je njegov kapetan Bligh. Zbog sumnji da je bio suučesnik u pobuni, Bligh zatvara Byama ostatak putovanja. U Engleskoj Byam završava na vojnom sudu i proglašen je krivim za pobunu. Međutim, prije nego sud iznese svoju kaznu, Byam im počne govoriti o Blighovom okrutnom ponašanju za vrijeme putovanja koje je dovelo do pobune. Zahvaljujući intervenciji svog prijatelja, Josepha Banksa (Henry Stephenson), Byam dobiva oprost suda i bude mu odobren nastavak mornarske karijere.
U međuvremenu, Christian je pronašao otok Pitcairn, nenastanjeni veliki otok za koji smatra da će im svima pružiti dostatno utočište od Britanskog carstva. Brod Bounty nasukava se na stijene, a Christian naređuje da bude spaljen.

## Glumačka postava
- Charles Laughton kao kapetan Bligh
- Clark Gable kao Fletcher Christian
- Franchot Tone kao Byam
- Herbert Mundin kao Smith
- Eddie Quillan kao Ellison
- Dudley Digges kao Bacchus
- Donald Crisp kao Burkitt
- Henry Stephenson kao Sir Joseph Banks
- Francis Lister kao Captain Nelson
- Spring Byington kao gđa Byam
- Movita kao Tehani
- Mamo Clark kao Maimiti
- Byron Russell kao Quintal

## Povijesne netočnosti
Film sadržava nekoliko povijesnih netočnosti. Kapetan Bligh nikad nije bio na brodu Pandora, niti je bio prisutan na suđenju pobunjenika koji su ostali na Tahitiju. U to vrijeme on se nalazio na drugom kraju svijeta na svojem drugom putovanju čiji je zadatak bio donošenje biljke hljebovac. Otac Fletchera Christiana umro je mnogo godina prije nego što je Christian otišao na putovanje s brodom Bounty - u filmu fidimo starijeg Christiana kako je prisutan na suđenju. Ipak, svakako treba naglasiti da je film prvenstveno adaptacija trilogije autora Nordhoffa i Halla, a ta trilogija se već sama po sebi nije u potpunosti temeljila na stvarnim činjenicama o pobuni.
Bligh je opisan kao brutalni sadist. U nekoliko scena svjedočimo toj brutalnosti: kada stavlja mornare u okove ili kada naređuje bičevanje mrtvog čovjeka. Ništa se od toga nije dogodilo u stvarnosti. Stavljanje u okove bila je izuzetna rijetkost (ako se uopće dogodilo), a takav način kazne bio je zabranjen dugo prije Blighovog vremena. Zapravo, pedantni zapisi iz dnevnika broda otkrivaju da je bičevanja bilo znatno manje nego je to u to vrijeme bilo uobičajeno. Prije pobune dogodila se smrt dvojice mornara - jedan je umro od skorbuta (a ne zbog toga što je bio u okovima) dok je brodski kirurg umro od alkohola i indolencije, a ne zbog okrutnosti kapetana Bligha. Također, film prikazuje pobunjenike koji preuzimaju brod nakon što je ubijeno nekoliko lojalnih članova posade, ali zapravo nitko nije poginuo; tek je jedan od mornara bio na rubu toga da ubije Bligha, ali ga je Christian zaustavio u toj nakani. U konačnici, Christian je prikazan kao osoba koja je inspirirana preuzimanjem broda nakon što je svjedočio nepravednom stavljanju mornara u okove od strane Bligha; ovdje se radi o umjetničkoj slobodi, jer to se u stvarnosti nije dogodilo.
Zbog povijesne točnosti, Clark Gable je, iako nevoljko, morao obrijati svoje poznate brkove jer su svi mornari u britanskoj mornarici 18. stoljeća morali biti svježe obrijani.
U posljednjoj sceni filma vidimo Gablea kako održava govor svojim kolegama pobunjenicima o tome kako će stvoriti savršeno društvo slobodnih ljudi na otočju Pitcairn, daleko od Bligha i mornarice. Stvarnost je bila potpuno drugačija. Sami, slobodni i bez trunke discipline, pobunjenici nisu mogli stvoriti vlastito vodstvo. Otočje Pitcairn ubrzo se pretvorilo u mjesto pijančevanja, silovanja i ubojstava. Osim Johna Adamsa i Neda Younga svi ostali pobunjenici (uključujući i Christiana) su stradali, većina njih nasilnom smrću.
Lik Rogera Byama temeljen je na stvarnoj osobi - Peteru Heywoodu koji se ne spominje niti u knjizi niti u filmu. Baš kako je i izmišljeni lik Byama na kraju filma pomilovan, u pravom životu Peter Heywood je također pomilovan za svoje sudjelovanje u pobuni. 
Pobunjeniku Thomasu Ellisonu u filmu je dozvoljeno da vidi svoju suprugu prije pogubljenja. Ne postoje dokazi da je pravi Ellison uopće bio oženjen, a čak i da je bio ovakva stvar nikad ne bi bila moguća u stvarnom životu.

## Produkcija
Holivudska zvijezda James Cagney (koji je tada uzeo stanku od kompanije Warner Bros. zbog nesuglasica oko ugovora) te buduće zvijezde David Niven i Dick Haymes pojavili su se kao statisti u filmu. Cagneyja se može vrlo lako vidjeti na samom početku filma.
Charles Laughton, koji je patio od kompleksa manje vrijednosti zbog svoje težine i neatraktivnog fizičkog izgleda, teško se nosio sa zgodnim, mišićavim Clarkom Gableom. Laughton je konstantno promatrao svoj vlastiti hod, geste i lice na taj način uvjeravajući se da njegov kompleks ne bude previše vidljiv.

## Nagrada Oscar
Film Pobuna na brodu Bounty jedinstven je po tome što je osvojio samo jednu nagradu Oscar od osam nominacija i to upravo onu za najbolji film. Do danas niti jedan film nije osvojio nagradu Oscar samo u kategoriji najboljeg filma. Također, to je jedini film u povijesti Oscara čija su tri glumca nominirana u kategoriji glavne muške uloge.
- Najbolji film - MGM
- Najbolji redatelj - Frank Lloyd
- Najbolji glumac - Charles Laughton
- Najbolji glumac - Clark Gable
- Najbolji glumac - Franchot Tone
- Najbolji adaptirani scenarij - Jules Furthman, Talbot Jennings i Carey Wilson
- Najbolja montaža - Margaret Booth
- Najbolja originalna glazba - Nat W. Finston

## Filmske ekranizacije
Trosatna filmska ekranizacija pobune iz 1962. godine u kojoj je Marlon Brando glumio Fletchera Christiana, a Trevor Howard kapetana Bligha u to vrijeme bila je kritičarska i financijska propast. Ipak, nekoliko godina poslije kritičari su ga drugačije ocijenili. Filmska ekranizacija iz 1984. godine u kojoj Mel Gibson glumi Christiana, a Anthony Hopkins kapetana Bligha je još jedan raskošni remake pobune. Upravo se ta posljednja ekranizacija u kojoj je kapetan Bligh prikazan kao puno simpatičnija osoba smatra filmskom verzijom koja najbolje odgovara stvarnim događajima.
Verzija filma iz 1935. godine nije bila prva ekranizacija pobune. Godine 1933. snimljen je australski film In the Wake of the Bounty s tada nepoznatim glumcem Errolom Flynnom kao Christianom Fletcherom, ali zbog neuspjeha na kino blagajnama prikazalo ga je tek nekoliko zemalja izvan Australije. Također je snimljena još jedna ekranizacija i to u australsko-novozelandskoj produkciji 1916. godine pod redateljskom palicom Raymonda Longforda. 

## Vanjske poveznice
- Pobuna na brodu Bounty u internetskoj bazi filmova IMDb-a
- Pobuna na brodu Bounty na Rotten Tomatoes